# Mainzer Fastnacht (Rose)

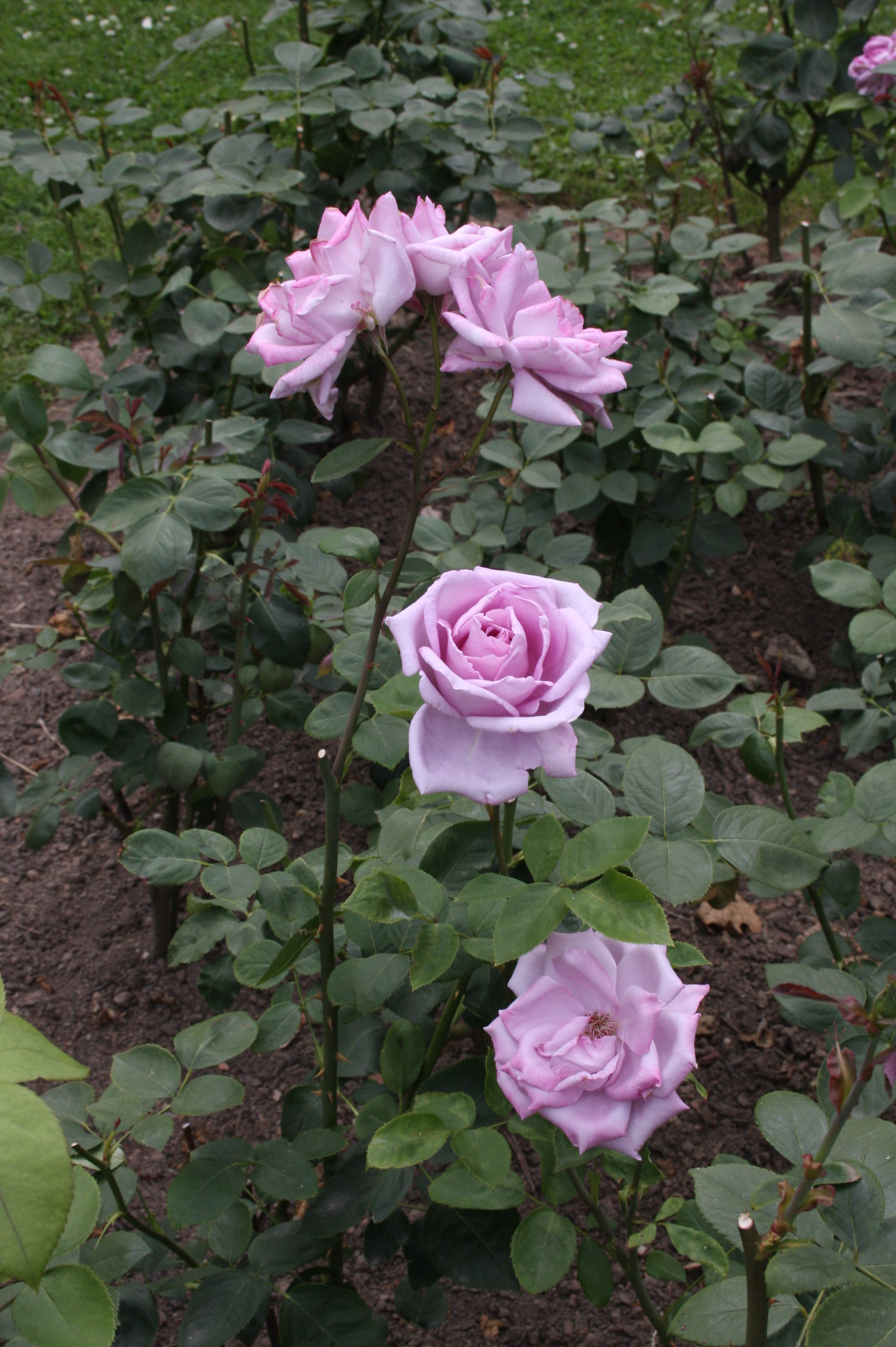
Die Edelrosensorte 'Mainzer Fastnacht' im Mainzer Rosengarten

Die Edelrose ‘Mainzer Fastnacht’ ist eine 1964 von Mathias Tantau (Rosen Tantau) gezüchtete Rosensorte. Synonyme zu der in Deutschland verbreiteten Sortenbezeichnung sind ‘Sissi’ oder ‘Blue Moon’.

## Beschreibung
Die Wuchshöhe der Sorte beträgt 100 bis 300 cm. Im Wuchsverhalten ist die ‘Mainzer Fastnacht’ kräftig aufrechtwachsend und stark nachtreibend. Die Laubblätter sind dunkelgrün gefärbt und weisen eine glänzende Blattoberfläche auf.
‘Mainzer Fastnacht’ ist eine öfterblühende Rosensorte. Die Blütezeit beginnt im Juni und endet erst mit dem ersten Frost. Die Blütenfarbe ist blasses Lila und wird oft auch als silbrig-fliederfarben beschrieben. Geöffnete Blüten haben einen Blütendurchmesser von 8 bis 10 Zentimetern. Da die Blüten stark duftend sind, wird die Sorte ‘Mainzer Fastnacht’ auch als Duftrose geführt.
Die Sorte ‘Mainzer Fastnacht’ ist seit ihrer Sortenanmeldung ein fester Bestandteil des bei Rosenzüchtern und Rosenbetrieben gängigen Sortiments.

## Vorgeschichte

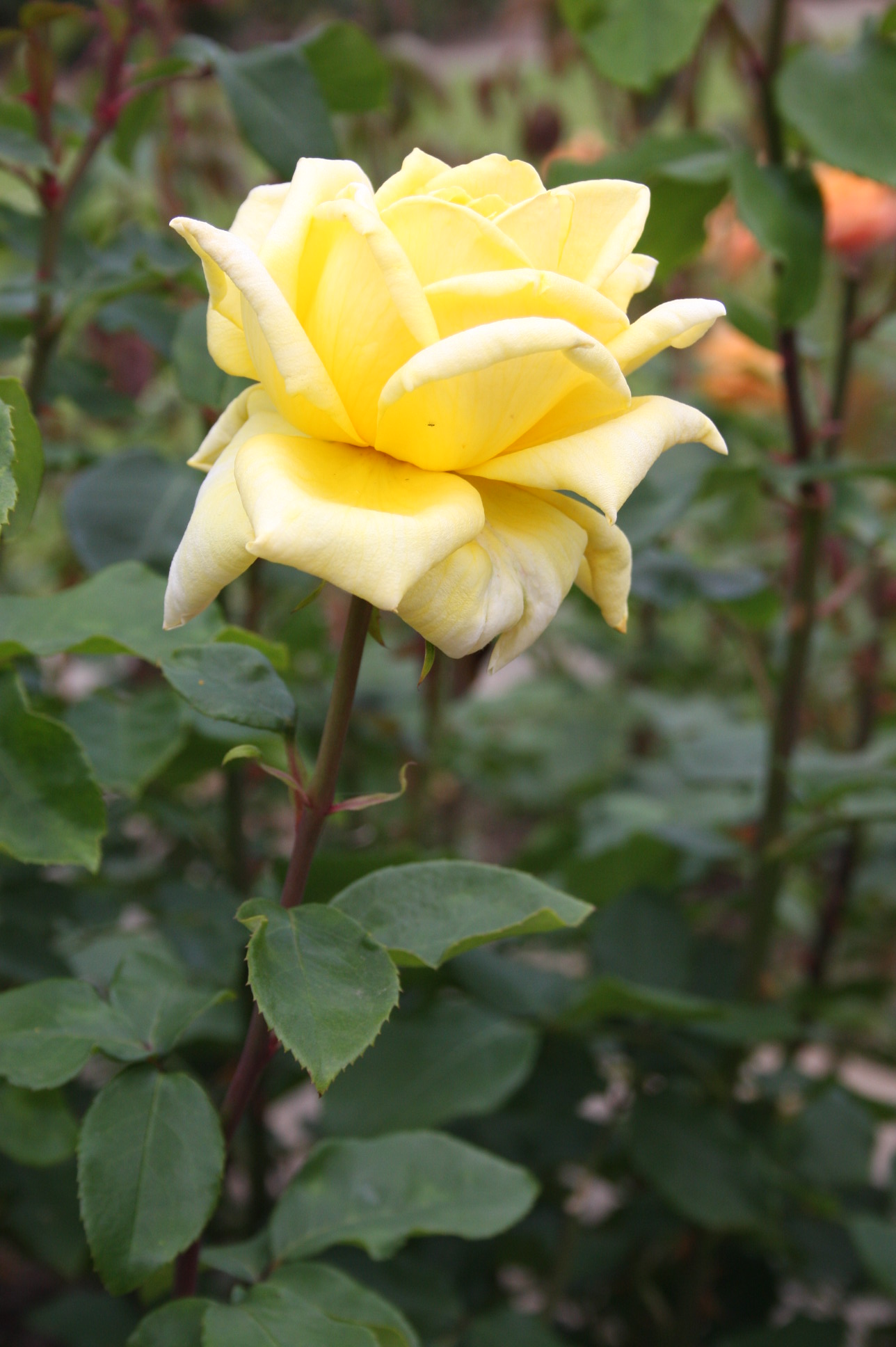
Teehybrid-Rosensorte ‘Goldenes Mainz’

Der Verein der Rosenfreunde tagte erstmals 1889 und danach wiederholte Male in Mainz. Im Jahr 1925 wurde von der Stadt anlässlich einer Großen Rosenschau des Vereins im Stadtpark Mainz ein Rosengarten mit circa 6500 Rosenstöcken verschiedenster Sorten angelegt. Durch diese enge Verbindung der Stadt Mainz sowohl zu den deutschen wie auch den im benachbarten Ausland tätigen Züchterkreisen kam es zu einigen Sortennamensgebungen zu Ehren der Stadt. Noch 1925 entstand die gelbblühende Lutea-Hybride ‘Goldenes Mainz’, der 1933 die ebenfalls gelbblühende und bis heute in Rosensortimenten erfolgreiche Teehybrid-Sorte ‘Das Goldene Mainz II’ von Wilhelm Kordes von W. Kordes’ Söhne folgte. 1930 folgte die Sorte ‘Mainz’, gezüchtet von den holländischen Brüdern Leenders und ebenfalls eine Lutea-Hybride.

## Namensgebung und Taufe
Zum (verfrühten) 2000-jährigen Stadtjubiläum 1962 hielt der Verein der Rosenfreunde wieder seinen Jahreskongress in Mainz ab. Gemäß dem Anlass präsentierte Wilhelm Kordes seine neueste Züchtung, ‘Mainzer Wappen - Mainzer Rad’, eine orangerote dauerblühende Strauchrose mit Edelrosencharakter. Auf diesem Kongress wurde zudem eine beabsichtigte Neuzüchtung des bekannten Rosenzüchters  Mathias Tantau angekündigt, die der gastgebenden Stadt zu Ehren den Namen ‘Mainzer Fastnacht’ tragen sollte. Diese neue Rosensorte, in die Tantau insgesamt acht Jahre Züchtungsarbeit investierte, sollte Ende 1964 auf den Markt kommen und dem Züchtungsziel einer blaublühenden Rose so nah wie möglich kommen.
Am 11. November 1963, pünktlich zur Eröffnung der Fastnachtsaison 1964 im Kurfürstlichen Schloss durch die Närrische Generalversammlung des Mainzer Carneval-Vereins, wurde die ‘Mainzer Fastnacht’ der Öffentlichkeit vorgestellt. Zwei Pagen des Mainzer Carneval-Vereins brachten 50 lilafarben blühende Rosen in einem silbernen Sektkübel auf die Bühne und der Präsident des MCV, Karl Moerlé, taufte sie in feierlicher Zeremonie auf ihren Sortennamen. Bereits im Frühjahr 1964 wurden die ersten Rosenstöcke der ‘Mainzer Fastnacht’ im Rosengarten angepflanzt.